# Wodnicha gołąbkowa

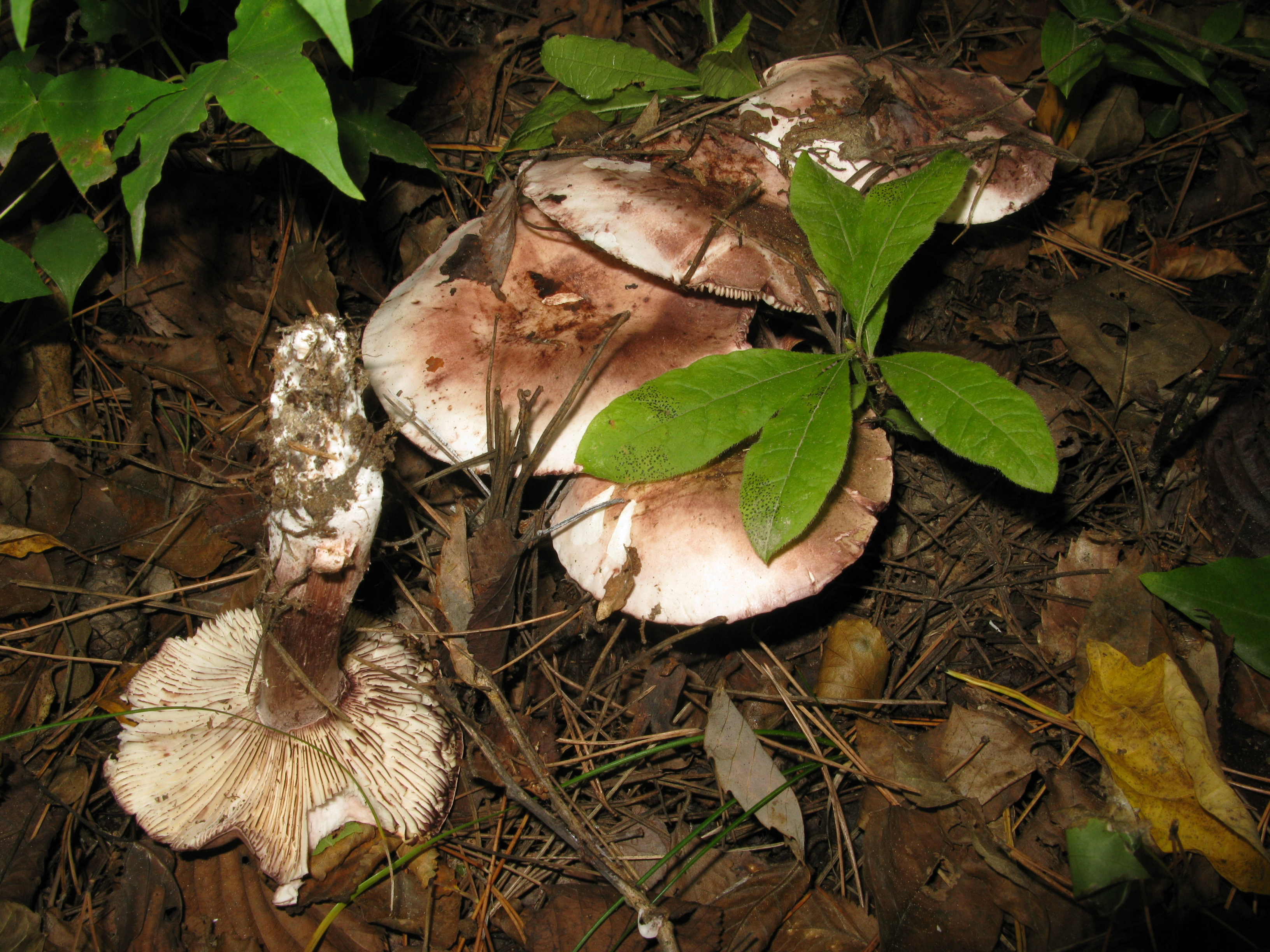

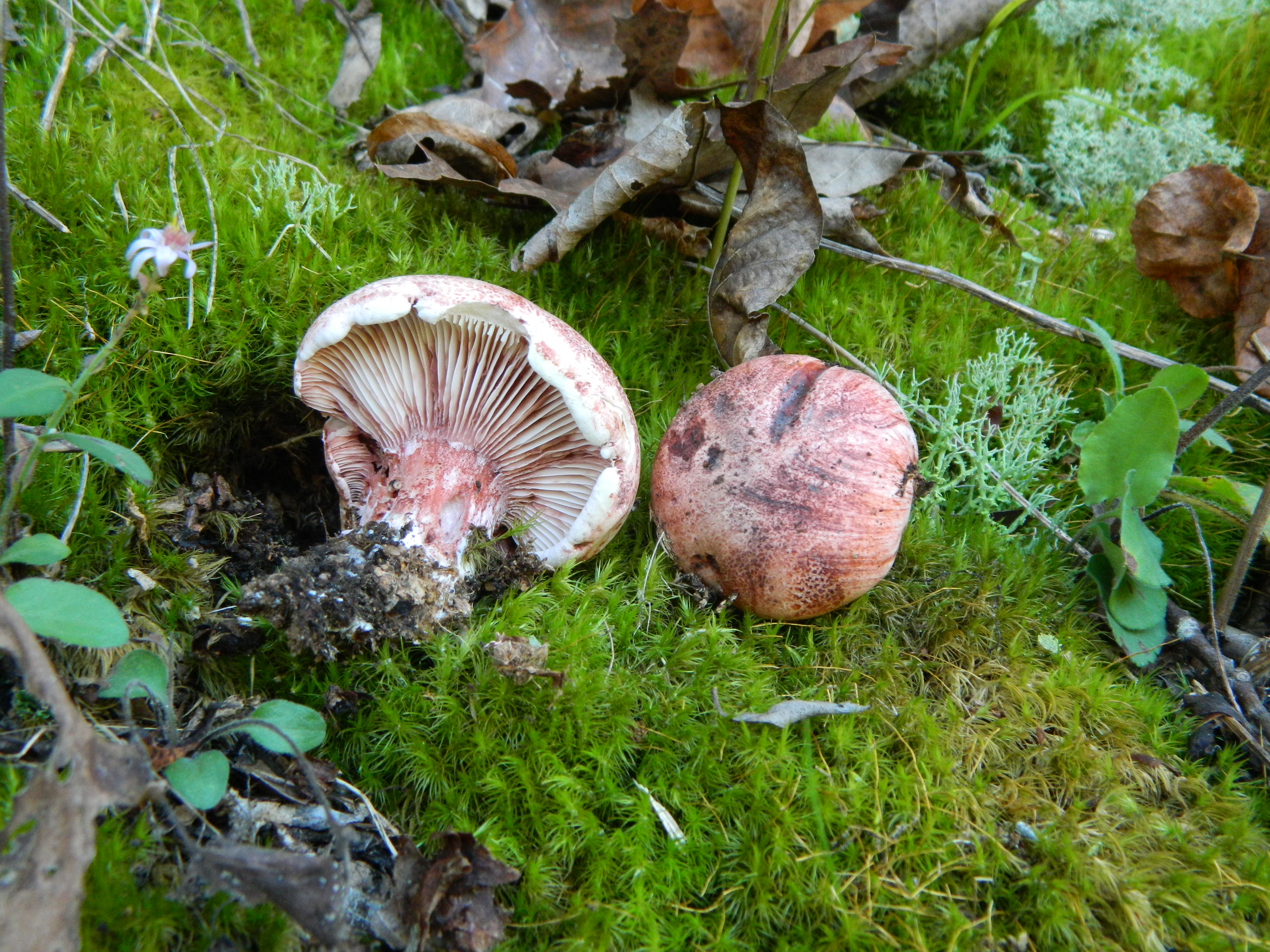

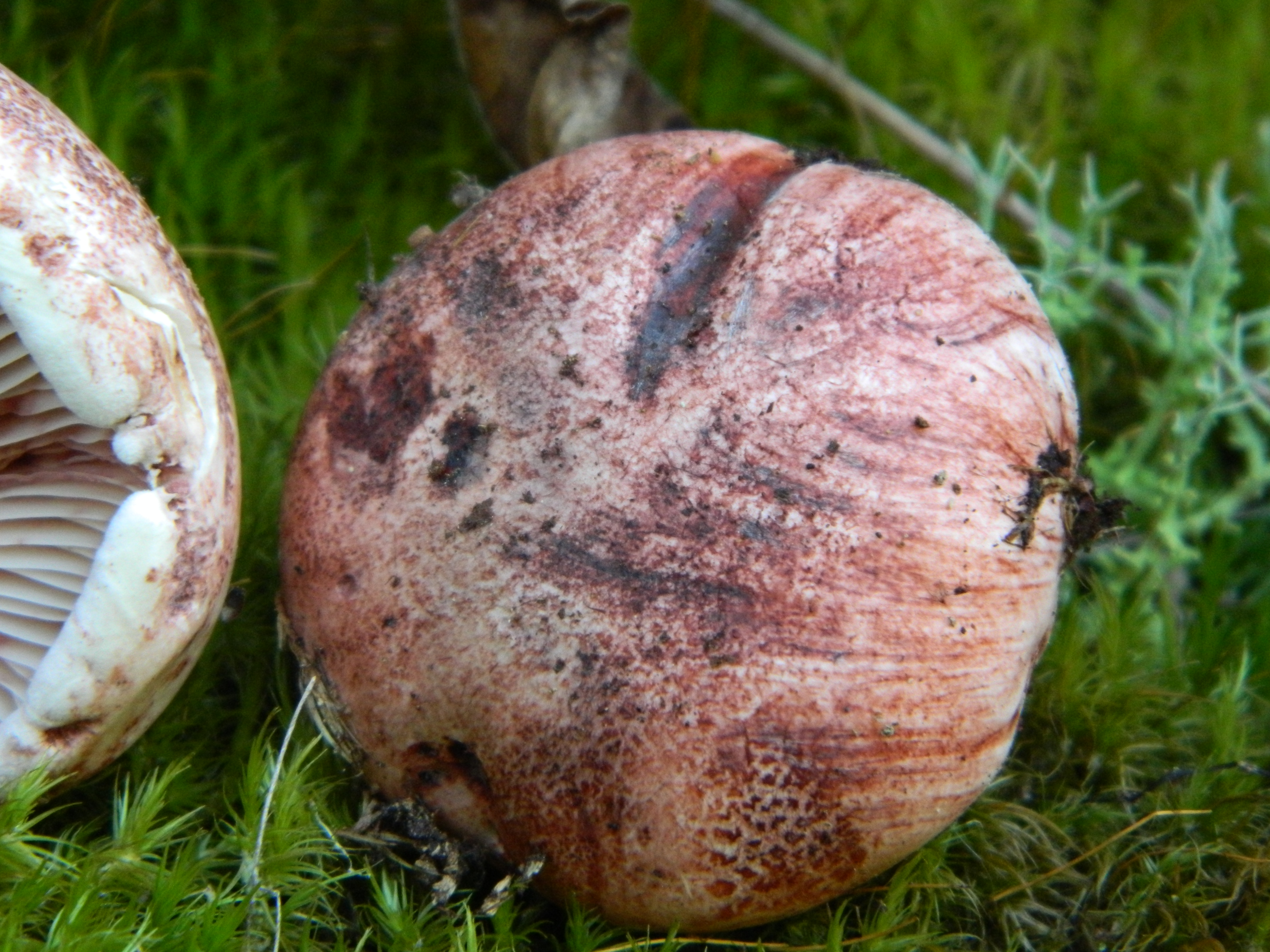

Wodnicha gołąbkowa (Hygrophorus russula (Schaeff.) Kauffman) – gatunek grzybów z rodziny wodnichowatych (Hygrophoraceae).

## Systematyka i nazewnictwo
Pozycja w klasyfikacji według Index Fungorum: Hygrophorus, Hygrophoraceae, Agaricales, Agaricomycetidae, Agaricomycetes, Agaricomycotina, Basidiomycota, Fungi.
Po raz pierwszy takson ten zdiagnozował w 1774 r. Scaheffer nadając mu nazwę Agaricus russula. Obecną, uznaną przez Index Fungorum nazwę nadał mu w 1918 r. Kauffmann.
Niektóre synonimy naukowe:

- Agaricus russula Schaeff. 1774
- Gymnopus russulus (Fr.) Gray 1821
- Hygrophorus russula f. decurrens Maire 1933
- Limacium russula (Schaeff.) Ricken 1910
- Tricholoma russula (Schaeff.) Gillet 1874

Nazwę polską podała Barbara Gumińska w 1997 r. W polskim piśmiennictwie mykologicznym gatunek ten opisywany był też jako bedłka syrojeszka i bedłka serojatka. 

## Morfologia
Kapelusz
Średnica od 5 do 12 cm, u młodych owocników połulistych, później wypukły, płaski i na koniec pośrodku wklęsły do nieco lejkowatego. Brzeg długo pozostaje podwinięty. Młode owocniki są oślizgłe i białawe, później suche z czerwonymi plamami, na koniec niemal cały kapelusz staje się różowy lub mięsnoczerwonawy, zabarwienie to jest jednak niejednolite – plamy mają różna intensywność, a brzegi zawsze pozostają jaśniejsze.
Blaszki
Grube i dość gęste, do trzonu szeroko przyrośnięte lub łagodnie zbiegające. Początkowo są białe, później z winnoczerwonymi plamami.
Trzon
Wysokość od 6 do 8 cm, średnica od 1,5 do 2,5 cm, walcowaty, brzuszkowaty, zwarty, pełny. Powierzchnia biaława, podłużnie purpurowoczerwono włóknista lub plamista (ale nie kropkowana). Po uciśnięciu różowieje.
Miąższ
Biały lub lekko różowawy, u starych owocników nieco czerwienieje. Zapach niewyraźny, smak gorzkawy.
Wysyp zarodników
Biały.

## Występowanie i siedlisko
W Polsce gatunek rzadki. Znajduje się na Czerwonej liście roślin i grzybów Polski. Ma status R – potencjalnie zagrożony z powodu ograniczonego zasięgu geograficznego i małych obszarów siedliskowych. Znajduje się na listach gatunków zagrożonych także w Belgii, Niemczech, Anglii, Litwie, Norwegii, Holandii, Szwecji.
Rośnie w lasach liściastych, na ziemi, szczególnie pod dębami i bukami. Owocniki pojawiają się od sierpnia do października. 

## Znaczenie
Grzyb mikoryzowy. Grzyb jadalny, nadaje się do przyrządzania potraw przeznaczonych do bezpośredniego spożycia. Przed przyrządzeniem zaleca się zdjęcie skórki, która bywa gorzkawa.

## Gatunki podobne
Najbardziej do niej podobna jest wodnicha zaróżowiona (Hygrophorus erubescens), która jednak na kapeluszu i podstawie trzonu żółknie, trzon ma purpurowoczerwono nakrapiany i rośnie w górskich lasach świerkowych. Wodnicha kozia (Hygrophorus capreolarius) cała jest winnoczerwona.